# Los hermanos Willoughby
The Willoughbys (Los hermanos Willoughby en español) es una película de comedia animada por computadora de 2020 dirigida por Kris Pearn y codirigida por Rob Lodermeier. Basado en el libro del mismo nombre de Lois Lowry, el guion de la película fue escrito por Pearn y Mark Stanleigh, y está protagonizado por las voces de Will Forte, Maya Rudolph, Alessia Cara, Terry Crews, Martin Short, Jane Krakowski, Seán Cullen y Ricky Gervais, quien también narra la película. Fue lanzado en Netflix el 22 de abril de 2020.

## Trama
Un gato callejero narra la historia de los Willoughby, una vez una familia aventurera y amorosa durante generaciones. El actual Sr. y la Sra. Willoughby están demasiado enamorados el uno del otro como para cuidar a sus cuatro hijos: el hijo mayor Tim, que trata de mantener a sus hermanos fuera de problemas; la hija del medio Jane, cuyo hermoso canto es silenciado por sus padres; y los gemelos ingeniosos pero "espeluznantes", ambos llamados Barnaby. Después de que los hermanos encuentran a una bebé abandonada afuera, sus padres los expulsan de la casa hasta que regresan sin la niña. Dejan a la bebé, a quien llaman "Ruth", en la puerta de una fábrica de dulces y el dueño, el Comandante Melanoff, la lleva. 
Para deshacerse de sus padres negligentes, los hermanos los envían a "vacaciones asesinas" fabricando un folleto de viaje de volcanes, osos y otros peligros. Mientras los niños celebran su libertad, llega una niñera contratada por sus padres y se gana a todos menos a Tim. Al enterarse de Ruth, Nanny lleva a los niños a la fábrica de Melanoff. Después de salvar a Ruth de la línea de montaje, Nanny se da cuenta de que la niña está a salvo con el amoroso Melanoff. Mientras, el Señor y la Señora Willoughby, habiendo sobrevivido a los diversos peligros y sin fondos para continuar su viaje, venden su casa en línea. El Sr. Willoughby le informa a Nanny en un correo de voz, que Tim escucha. Creyendo que Nanny está ligada con sus padres, Tim la denuncia como una "mala niñera" al siniestro Servicio de huérfanos. 
Cuando el agente inmobiliario de sus padres organiza una jornada de puertas abiertas, los hermanos asustan a los compradores potenciales con una serie de trampas. Nanny asusta a una última familia, convenciendo a Tim de que tiene buenas intenciones, pero llega el Servicio de Huérfanos. El agente principal reconoce a Nanny como Linda, una huérfana que nunca encontró una familia que la quisiera. Al enterarse de que Tim llamó al Servicio de huérfanos, Linda se va llorando y Jane denuncia enojada a Tim cuando los hermanos son llevados a hogares de acogida separados. Tim sigue huyendo de sus familias de acogida, descubriendo que la mansión Willoughby ha sido demolida y está confinada en el centro de servicios para huérfanos. El gato encuentra a Linda y le trae el casco de Tim, convenciéndola de reunir a los niños. 
Ella saca a Tim del Servicio de Huérfanos y recoge a los hermanos, y Tim se disculpa con Jane. Sugiere que encuentren a sus padres para que el Servicio de Huérfanos los deje en paz. Linda y los hermanos solicitan la ayuda de Melanoff para construir un dirigible alimentado con dulces para viajar a "Sveetzerlünd", donde sus padres están escalando los "Alpes inescalables". Al tomar el vuelo sin Linda, Melanoff y Ruth, los hermanos llegan a Sveetzerlünd. Siguen un rastro del hilo de su madre hasta la cima de la montaña, donde encuentran a sus padres casi congelados hasta la muerte. Los hermanos los salvan, confesando que los enviaron lejos pero con la esperanza de reunirse como una familia. Sin cambios, el Sr. y la Sra. Willoughby abandonan a sus hijos y toman el dirigible, pero lo hacen volar fuera de control y chocan. Los hermanos se preparan para sucumbir al frío mientras Jane canta, pero Ruth, Linda y Melanoff los rescatan. 
Linda y Melanoff adoptan a Ruth y a los niños Willoughby, todos viviendo en la fábrica de dulces como una familia amorosa. El Señor y la Señora Willoughby sobreviven al choque del dirigible, flotando en el mar, y son presumiblemente devorados por un tiburón. En una escena poscréditos, el gato se limpia hasta notar a la audiencia.

## Elenco de voces
- Will Forte como Tim Willoughby, el protagonista principal de la película. Tim es el hijo mayor y racional de los Willoughby. Tiene entre 12 y 14 años de edad. Es un niño serio, bastante inteligente, de buen corazón y con excelentes habilidades de liderazgo, sin embargo, también es bastante inseguro, tímido, sumiso, desconfiado y algo mandón con sus hermanos menores: Jane y los dos Barnabys, sin embargo se preocupa por ellos y no quiere que se metan en problemas. Durante toda su vida, Tim sufrió abuso por parte de sus padres, y al ser el mayor, se volvió el blanco principal de sus maldades, especialmente de su padre, quien solía encerrarlo en el almacén de carbón de la casa para castigarlo. Cuando conoce a su niñera, Linda, busca ser distante con ella, creyendo que es igual a sus padres. A medida que pasan más tiempo juntos, confía más en Linda y se abre con ella, hasta que al final es adoptado por ella y el comandante Melanoff, teniendo por fin un hogar amoroso. Linda lo llama cariñosamente "Huesitos" debido a que es extremadamente delgado.
- Maya Rudolph como Linda AKA The Nanny, una niñera excéntrica que debe cuidar a los niños.
- Alessia Cara como Jane Willoughby, la hija del medio amante de la diversión de los Willoughby con pasión por el canto.
- Terry Crews como el Comandante Melanoff, el alegre propietario de una fábrica de dulces.
- Martin Short como el Sr. Willoughby, el negligente patriarca de Willoughby.
- Jane Krakowski como Sra. Willoughby, la negligente matriarca de Willoughby.
- Seán Cullen como Barnaby A y Barnaby B Willoughby, los gemelos "espeluznantes" y los niños más pequeños de los Willoughby.
- Ricky Gervais como The Cat, un gato atigrado azul que habla y narrador de la película.

## Producción
En noviembre de 2015, Bron Studios adquirió los derechos cinematográficos del libro The Willoughbys de Lois Lowry y contrató a Kris Pearn para que se adaptara a un guion con Adam Wood para dirigir la película, con Aaron L. Gilbert y Luke Carroll produciendo. En abril de 2017, Ricky Gervais participó en la película para dirigir la voz, y se informó que Pearn codirigiría la película con Cory Evans. Momentos después, Cory Evans fue reemplazado por Rob Lodermeier como codirector, mientras que Evans hizo la película como artista conceptual y codirector de preproducción. Sin embargo, el guion fue reemplazado por Pearn y Mark Stanleigh con una historia de Pearn, quien también fue el productor ejecutivo de la película. En junio de 2017, se eligieron más para la película, incluidos Terry Crews, Maya Rudolph, Martin Short, Jane Krakowski y Seán Cullen. Will Forte y Alessia Cara (en su primer papel animado) también brindaron sus voces, con Netflix ahora listo para distribuir la película.
En noviembre de 2018, la película todavía estaba en producción en el estudio Bron Animation en Burnaby.
Los personajes de la película fueron diseñados por el diseñador de personajes Craig Kellman, quien diseñó los personajes para Madagascar deDreamWorks Animation y el Hotel Transylvania de Sony Pictures Animation, así como The Addams Family de Metro-Goldwyn-Mayer . 

## Banda sonora
La música de la película fue compuesta y dirigida por Mark Mothersbaugh, quien anteriormente trabajó con Pearn en Cloudy with a Chance of Meatballs 2 . La canción original "I Choose" (interpretada por Alessia Cara ) fue lanzada de forma independiente.

### Puntuación
Toda la música compuesta por Mark Mothersbaugh. 
| N.º | Título                           | Duración |  |
| 1.  | «Man Of The House»               |          |  |
| 3.  | «It Was A Dark And Stormy Night» |          |  |
| 9.  | «We Unite As Willoughbys»        |          |  |
| 10. | «Nanny's Arrival»                |          |  |
| 14. | «We Are Orphans»                 |          |  |
| 16. | «The Willoughby Boogie»          |          |  |
| 17. | «Here Beastie Beastie»           |          |  |
| 18. | «The Willoughbys»                |          |  |

## Lanzamiento
La película fue lanzada el 22 de abril de 2020 por Netflix. El avance fue lanzado el 24 de marzo de 2020 en la página de YouTube de Netflix.

## Recepción
En el sitio web de agregación de reseñas Rotten Tomatoes, la película tiene una calificación de aprobación del 91% basada en 64 reseñas, con una calificación promedio de 6.8/10. El consenso crítico dice: "Una aventura animada y atractiva cuya estupidez está anclada en una emoción genuina, The Willoughbys ofrece diversión fantástica que toda la familia puede disfrutar". En Metacritic, la película tiene una puntuación promedio ponderada de 68 de 100, basada en 12 críticas, lo que indica "críticas generalmente favorables".
Renee Schonfeld de Common Sense Media, le dio a la película cuatro estrellas de cinco, diciendo que la película es un "cuento maravillosamente caprichoso con temas oscuros suavizado por la calidez, el humor y las actuaciones estelares de actores cómicos talentosos que iluminan la animación ya inventiva y luminosa ". David Rooney, de The Hollywood Reporter , dijo que "la comedia-aventura familiar animada de Netflix tiene un encanto extraño que funciona sorprendentemente bien". Natalia Winkelman, de The New York Times, dijo que "es encantador en cada momento". Correr gags, como cómo la niñera desencadena un choque de autos cada vez que cruza la calle, ayuda a completar un mundo rebelde. El compositor Mark Mothersbaugh aporta una partitura jazzy y una canción original (interpretada por Cara) que marcan el humor vertiginoso. Aunque tiende a sentirse desunido en su conjunto, "The Willoughbys" prospera cuando abraza su sombrío complot y deja que reine la travesura ".